# 不忽木
不忽木（1255年—1300年6月30日）。又名时用，字用臣，康里人，元朝政治人物。元世祖侍从燕真之子，不忽木跟王恂、许衡学习儒学，历仕元世祖、元成宗两朝，官居中书平章政事、昭文馆大学士。后为平章军国事，行御史中丞，後病亡。他汉化较深，主张兴建学校，重视儒学，反对任用敛财之臣阿合马、桑哥等。其子康里巎巎。

## 延伸阅读
[在维基数据编辑]
 《元史/卷130》，出自宋濂《元史》
 《新元史/卷198》，出自柯劭忞《新元史》